# Търсене и предлагане
Търсене и предлагане е икономически модел на ценовата определеност на пазара, или с други думи той описва и обяснява икономически процеси и явления на нивото на отделен пазар за дадена стока. В графичната си форма, в която може да бъде видян във всеки начален учебник по икономика, е развит от Алфред Маршал в края на 19 век. Моделът е по-ефективен от други модели в обясняването на разпределението на ресурсите и благата в обществото, но често някаква негова форма застава в основата на по-сложни модели.

## Допускания
При търсенето и предлагането се приема че индивидът винаги консумира повече при по-ниска цена, а предприятието винаги произвежда по-малко при по-ниска цена на крайния продукт. Освен това често се приема за даденост, че индивидът ще иска да консумира повече, отколкото му се разрешава. Всичко това не противоречи на интуицията: по-щастлив съм да изям две ябълки отколкото една, но три са дори по-добре. Това обаче сериозно се променя, ако ябълката е развалена: по-щастлив съм да изям една ябълка, отколкото две, но да не ям въобще е най-добре. По-важен в този случай е примерът, когато продуктът е замърсяване на околната среда. Това ново допускане за стоката, която се изследва, може да се внедри в модела на търсене и предлагане, но често го прави неефективен в търсенето на ново разбиране на проблема.

## Използване
Търсенето и предлагането могат лесно да бъдат разбрани, ако се представят в графика. Тогава по хоризонтала се мери количество на стоката, а по вертикала – цената ѝ. Търсенето се изобразява като крива, която отива надолу в дясна посока, а предлагането – като крива, която отива нагоре в дясна посока. Мястото, на което се пресичат двете криви, е точка, чиито координати са очакваните количество (К) и цена (Ц) на пазара...
.
След това може да се анализират различни ситуации, които очакваме, че ще променят цената и количеството на дадена стока на пазара. За пример може да вземем новина, че ябълката всъщност е по-полезна, отколкото се е смятало преди. Тогава индивидът, или потребителят, ще оценява по-високо от преди всяка изядена ябълка. Това повдига кривата на търсенето нагоре. Получава се нова точка на пресичане на търсенето и предлагането със съответни нови стойности за количество (К-н) и цена (Ц-н). От графиката се вижда, че и двете са по-големи от преди и следователно е нормално след добра новина относно дадена стока да последва нейното поскъпване и по-широко използване. Оттук е само въпрос на наблюдателност да се изкарат допълнителни изводи примерно за увеличената печалба на предприятията, за по-голямото щастие на индивида или за готовността на обществото да прехвърли повече ресурси за производство на ябълки от преди. Възможно е кривата за търсенето и да падне, както ако се разпространи новина, че ябълките на пазара имат повече нитрати от това, което твърди производителят.
Промени могат да се случат и в производството. Това може да е ново научно откритие, което да направи производството по-евтино или нов данък, който да оскъпи производството. Всяко оскъпяване на производството повдига кривата на предлагането нагоре.